# Tournée de l'équipe de France de rugby à XV en 1999
L'équipe de France de rugby à XV effectue du 12 au 26 juin 1999 une tournée en Océanie

## Résultats complets
| No | Date         | Lieu                                        | Match                          | Score   | Compétition |
| -- | ------------ | ------------------------------------------- | ------------------------------ | ------- | ----------- |
| 1  | 12 juin 1999 | Apia Park, Apia, Samoa                      | Samoa – France                 | 22 – 39 | test match  |
| 2  | 16 juin 1999 | Teufaiva Sport Stadium, Nukuʻalofa, Tonga   | Tonga – France                 | 20 – 16 | test match  |
| 3  | 11 juin 1999 | Hamilton - Nouvelle-Zélande                 | Nouvelle-Zélande XV – France A | 45 – 24 | tournée     |
| 4  | 26 juin 1999 | Athletic Park, Wellington, Nouvelle-Zélande | Nouvelle-Zélande – France      | 54 – 7  | test match  |